# Danh sách xã thuộc tỉnh Phú Thọ
Tính đến ngày 1 tháng 1 năm 2025, tỉnh Phú Thọ có 207 đơn vị hành chính cấp xã, trong đó có 180 xã.
Dưới đây là danh các xã thuộc tỉnh Phú Thọ hiện nay.
| Xã           | Trực thuộc         | Diện tích (km²) | Dân số (người) | Mật độ dân số (người/km²) | Thành lập |
| ------------ | ------------------ | --------------- | -------------- | ------------------------- | --------- |
| An Đạo       | Huyện Phù Ninh     |                 |                |                           |           |
| Ấm Hạ        | Huyện Hạ Hòa       |                 |                |                           |           |
| Bản Nguyên   | Huyện Lâm Thao     |                 |                |                           |           |
| Bảo Thanh    | Huyện Phù Ninh     |                 |                |                           |           |
| Bảo Yên      | Huyện Thanh Thủy   |                 |                |                           |           |
| Bắc Sơn      | Huyện Tam Nông     |                 |                |                           |           |
| Bằng Doãn    | Huyện Đoan Hùng    |                 |                |                           |           |
| Bằng Giã     | Huyện Hạ Hòa       |                 |                |                           |           |
| Bằng Luân    | Huyện Đoan Hùng    |                 |                |                           |           |
| Bình Phú     | Huyện Phù Ninh     |                 |                |                           |           |
| Ca Đình      | Huyện Đoan Hùng    |                 |                |                           |           |
| Cao Xá       | Huyện Lâm Thao     |                 |                |                           |           |
| Chân Mộng    | Huyện Đoan Hùng    |                 |                |                           |           |
| Chí Đám      | Huyện Đoan Hùng    |                 |                |                           |           |
| Chí Tiên     | Huyện Thanh Ba     |                 |                |                           |           |
| Chu Hóa      | Thành phố Việt Trì | 9,31            |                |                           |           |
| Cự Đồng      | Huyện Thanh Sơn    |                 |                |                           |           |
| Cự Thắng     | Huyện Thanh Sơn    |                 |                |                           |           |
| Dân Quyền    | Huyện Tam Nông     |                 |                |                           |           |
| Dị Nậu       | Huyện Tam Nông     |                 |                |                           |           |
| Đại An       | Huyện Thanh Ba     |                 |                |                           |           |
| Đại Phạm     | Huyện Hạ Hòa       |                 |                |                           |           |
| Đan Thượng   | Huyện Hạ Hòa       |                 |                |                           |           |
| Đào Xá       | Huyện Thanh Thủy   |                 |                |                           |           |
| Địch Quả     | Huyện Thanh Sơn    |                 |                |                           |           |
| Điêu Lương   | Huyện Cẩm Khê      |                 |                |                           |           |
| Đoan Hạ      | Huyện Thanh Thủy   |                 |                |                           |           |
| Đỗ Sơn       | Huyện Thanh Ba     |                 |                |                           |           |
| Đỗ Xuyên     | Huyện Thanh Ba     |                 |                |                           |           |
| Đông Cửu     | Huyện Thanh Sơn    |                 |                |                           |           |
| Đồng Lạc     | Huyện Yên Lập      |                 |                |                           |           |
| Đông Lĩnh    | Huyện Thanh Ba     |                 |                |                           |           |
| Đồng Lương   | Huyện Cẩm Khê      |                 |                |                           |           |
| Đồng Sơn     | Huyện Tân Sơn      |                 |                |                           |           |
| Đông Thành   | Huyện Thanh Ba     |                 |                |                           |           |
| Đồng Thịnh   | Huyện Yên Lập      |                 |                |                           |           |
| Đồng Trung   | Huyện Thanh Thủy   |                 |                |                           |           |
| Đồng Xuân    | Huyện Thanh Ba     |                 |                |                           |           |
| Gia Điền     | Huyện Hạ Hòa       |                 |                |                           |           |
| Gia Thanh    | Huyện Phù Ninh     |                 |                |                           |           |
| Giáp Lai     | Huyện Thanh Sơn    |                 |                |                           |           |
| Hạ Giáp      | Huyện Phù Ninh     |                 |                |                           |           |
| Hà Lộc       | Thị xã Phú Thọ     | 13,57           |                |                           |           |
| Hà Lương     | Huyện Hạ Hòa       |                 |                |                           |           |
| Hà Thạch     | Thị xã Phú Thọ     | 10,89           |                |                           |           |
| Hanh Cù      | Huyện Thanh Ba     |                 |                |                           |           |
| Hiền Lương   | Huyện Hạ Hòa       |                 |                |                           |           |
| Hiền Quan    | Huyện Tam Nông     |                 |                |                           |           |
| Hoàng Cương  | Huyện Thanh Ba     |                 |                |                           |           |
| Hoàng Xá     | Huyện Thanh Thủy   |                 |                |                           |           |
| Hợp Nhất     | Huyện Đoan Hùng    |                 |                |                           |           |
| Hùng Long    | Huyện Đoan Hùng    |                 |                |                           |           |
| Hùng Lô      | Thành phố Việt Trì | 1,98            |                |                           |           |
| Hùng Việt    | Huyện Cẩm Khê      |                 |                |                           |           |
| Hùng Xuyên   | Huyện Đoan Hùng    |                 |                |                           |           |
| Hưng Long    | Huyện Yên Lập      |                 |                |                           |           |
| Hương Cần    | Huyện Thanh Sơn    |                 |                |                           |           |
| Hương Lung   | Huyện Cẩm Khê      |                 |                |                           |           |
| Hương Nộn    | Huyện Tam Nông     |                 |                |                           |           |
| Hương Xạ     | Huyện Hạ Hòa       |                 |                |                           |           |
| Hy Cương     | Thành phố Việt Trì | 7,03            |                |                           |           |
| Khả Cửu      | Huyện Thanh Sơn    |                 |                |                           |           |
| Khải Xuân    | Huyện Thanh Ba     |                 |                |                           |           |
| Kiệt Sơn     | Huyện Tân Sơn      |                 |                |                           |           |
| Kim Đức      | Thành phố Việt Trì | 8,89            |                |                           |           |
| Kim Thượng   | Huyện Tân Sơn      |                 |                |                           |           |
| Lai Đồng     | Huyện Tân Sơn      |                 |                |                           |           |
| Lam Sơn      | Huyện Tam Nông     |                 |                |                           |           |
| Lang Sơn     | Huyện Hạ Hòa       |                 |                |                           |           |
| Lệ Mỹ        | Huyện Phù Ninh     |                 |                |                           |           |
| Liên Hoa     | Huyện Phù Ninh     |                 |                |                           |           |
| Long Cốc     | Huyện Tân Sơn      |                 |                |                           |           |
| Lương Lỗ     | Huyện Thanh Ba     |                 |                |                           |           |
| Lương Nha    | Huyện Thanh Sơn    |                 |                |                           |           |
| Lương Sơn    | Huyện Yên Lập      |                 |                |                           |           |
| Mạn Lạn      | Huyện Thanh Ba     |                 |                |                           |           |
| Minh Côi     | Huyện Hạ Hòa       |                 |                |                           |           |
| Minh Đài     | Huyện Tân Sơn      |                 |                |                           |           |
| Minh Hạc     | Huyện Hạ Hòa       |                 |                |                           |           |
| Minh Hòa     | Huyện Yên Lập      |                 |                |                           |           |
| Minh Tân     | Huyện Cẩm Khê      |                 |                |                           |           |
| Minh Thắng   | Huyện Cẩm Khê      |                 |                |                           |           |
| Mỹ Lung      | Huyện Yên Lập      |                 |                |                           |           |
| Mỹ Lương     | Huyện Yên Lập      |                 |                |                           |           |
| Mỹ Thuận     | Huyện Tân Sơn      |                 |                |                           |           |
| Nga Hoàng    | Huyện Yên Lập      |                 |                |                           |           |
| Ngọc Đồng    | Huyện Yên Lập      |                 |                |                           |           |
| Ngọc Lập     | Huyện Yên Lập      |                 |                |                           |           |
| Ngọc Quan    | Huyện Đoan Hùng    |                 |                |                           |           |
| Nhật Tiến    | Huyện Cẩm Khê      |                 |                |                           |           |
| Ninh Dân     | Huyện Thanh Ba     |                 |                |                           |           |
| Phong Thịnh  | Huyện Cẩm Khê      |                 |                |                           |           |
| Phú Hộ       | Thị xã Phú Thọ     | 16,57           |                |                           |           |
| Phú Khê      | Huyện Cẩm Khê      |                 |                |                           |           |
| Phú Lâm      | Huyện Đoan Hùng    |                 |                |                           |           |
| Phú Lộc      | Huyện Phù Ninh     |                 |                |                           |           |
| Phú Mỹ       | Huyện Phù Ninh     |                 |                |                           |           |
| Phú Nham     | Huyện Phù Ninh     |                 |                |                           |           |
| Phù Ninh     | Huyện Phù Ninh     |                 |                |                           |           |
| Phúc Khánh   | Huyện Yên Lập      |                 |                |                           |           |
| Phúc Lai     | Huyện Đoan Hùng    |                 |                |                           |           |
| Phùng Nguyên | Huyện Lâm Thao     |                 |                |                           |           |
| Phượng Lâu   | Thành phố Việt Trì | 5,27            |                |                           |           |
| Phượng Vĩ    | Huyện Cẩm Khê      |                 |                |                           |           |
| Phương Viên  | Huyện Hạ Hòa       |                 |                |                           |           |
| Quang Húc    | Huyện Tam Nông     |                 |                |                           |           |
| Quảng Yên    | Huyện Thanh Ba     |                 |                |                           |           |
| Sông Lô      | Thành phố Việt Trì | 5,36            |                |                           |           |
| Sơn Cương    | Huyện Thanh Ba     |                 |                |                           |           |
| Sơn Hùng     | Huyện Thanh Sơn    |                 |                |                           |           |
| Sơn Thủy     | Huyện Thanh Thủy   |                 |                |                           |           |
| Sơn Vi       | Huyện Lâm Thao     |                 |                |                           |           |
| Tạ Xá        | Huyện Cẩm Khê      |                 |                |                           |           |
| Tam Sơn      | Huyện Cẩm Khê      |                 |                |                           |           |
| Tam Thanh    | Huyện Tân Sơn      |                 |                |                           |           |
| Tân Lập      | Huyện Thanh Sơn    |                 |                |                           |           |
| Tân Minh     | Huyện Thanh Sơn    |                 |                |                           |           |
| Tân Phương   | Huyện Thanh Thủy   |                 |                |                           |           |
| Tân Sơn      | Huyện Tân Sơn      |                 |                |                           |           |
| Tất Thắng    | Huyện Thanh Sơn    |                 |                |                           |           |
| Tây Cốc      | Huyện Đoan Hùng    |                 |                |                           |           |
| Tề Lễ        | Huyện Tam Nông     |                 |                |                           |           |
| Thạch Đồng   | Huyện Thanh Thủy   |                 |                |                           |           |
| Thạch Khoán  | Huyện Thanh Sơn    |                 |                |                           |           |
| Thạch Kiệt   | Huyện Tân Sơn      |                 |                |                           |           |
| Thạch Sơn    | Huyện Lâm Thao     |                 |                |                           |           |
| Thanh Đình   | Thành phố Việt Trì | 7,9             |                |                           |           |
| Thanh Hà     | Huyện Thanh Ba     |                 |                |                           |           |
| Thanh Minh   | Thị xã Phú Thọ     | 7,33            |                |                           |           |
| Thanh Uyên   | Huyện Tam Nông     |                 |                |                           |           |
| Thắng Sơn    | Huyện Thanh Sơn    |                 |                |                           |           |
| Thọ Văn      | Huyện Tam Nông     |                 |                |                           |           |
| Thu Cúc      | Huyện Tân Sơn      |                 |                |                           |           |
| Thu Ngạc     | Huyện Tân Sơn      |                 |                |                           |           |
| Thục Luyện   | Huyện Thanh Sơn    |                 |                |                           |           |
| Thụy Vân     | Thành phố Việt Trì | 9,86            |                |                           |           |
| Thượng Cửu   | Huyện Thanh Sơn    |                 |                |                           |           |
| Thượng Long  | Huyện Yên Lập      |                 |                |                           |           |
| Tiên Du      | Huyện Phù Ninh     |                 |                |                           |           |
| Tiên Kiên    | Huyện Lâm Thao     |                 |                |                           |           |
| Tiên Lương   | Huyện Cẩm Khê      |                 |                |                           |           |
| Tiên Phú     | Huyện Phù Ninh     |                 |                |                           |           |
| Tiêu Sơn     | Huyện Đoan Hùng    |                 |                |                           |           |
| Tinh Nhuệ    | Huyện Thanh Sơn    |                 |                |                           |           |
| Trạm Thản    | Huyện Phù Ninh     |                 |                |                           |           |
| Trị Quận     | Huyện Phù Ninh     |                 |                |                           |           |
| Trung Giáp   | Huyện Phù Ninh     |                 |                |                           |           |
| Trung Sơn    | Huyện Yên Lập      |                 |                |                           |           |
| Trưng Vương  | Thành phố Việt Trì | 5,72            |                |                           |           |
| Tu Vũ        | Huyện Thanh Thủy   |                 |                |                           |           |
| Tùng Khê     | Huyện Cẩm Khê      |                 |                |                           |           |
| Tứ Hiệp      | Huyện Hạ Hòa       |                 |                |                           |           |
| Tứ Xã        | Huyện Lâm Thao     |                 |                |                           |           |
| Vạn Xuân     | Huyện Tam Nông     |                 |                |                           |           |
| Văn Bán      | Huyện Cẩm Khê      |                 |                |                           |           |
| Văn Lang     | Huyện Hạ Hòa       |                 |                |                           |           |
| Văn Lung     | Thị xã Phú Thọ     | 6,33            |                |                           |           |
| Văn Luông    | Huyện Tân Sơn      |                 |                |                           |           |
| Văn Miếu     | Huyện Thanh Sơn    |                 |                |                           |           |
| Vân Lĩnh     | Huyện Thanh Ba     |                 |                |                           |           |
| Vĩnh Chân    | Huyện Hạ Hòa       |                 |                |                           |           |
| Vĩnh Lại     | Huyện Lâm Thao     |                 |                |                           |           |
| Vinh Tiền    | Huyện Tân Sơn      |                 |                |                           |           |
| Võ Lao       | Huyện Thanh Ba     |                 |                |                           |           |
| Võ Miếu      | Huyện Thanh Sơn    |                 |                |                           |           |
| Vô Tranh     | Huyện Hạ Hòa       |                 |                |                           |           |
| Xuân An      | Huyện Yên Lập      |                 |                |                           |           |
| Xuân Áng     | Huyện Hạ Hòa       |                 |                |                           |           |
| Xuân Đài     | Huyện Tân Sơn      |                 |                |                           |           |
| Xuân Huy     | Huyện Lâm Thao     |                 |                |                           |           |
| Xuân Lộc     | Huyện Thanh Thủy   |                 |                |                           |           |
| Xuân Lũng    | Huyện Lâm Thao     |                 |                |                           |           |
| Xuân Sơn     | Huyện Tân Sơn      |                 |                |                           |           |
| Xuân Thủy    | Huyện Yên Lập      |                 |                |                           |           |
| Xuân Viên    | Huyện Yên Lập      |                 |                |                           |           |
| Yên Dưỡng    | Huyện Cẩm Khê      |                 |                |                           |           |
| Yên Kỳ       | Huyện Hạ Hòa       |                 |                |                           |           |
| Yên Lãng     | Huyện Thanh Sơn    |                 |                |                           |           |
| Yên Luật     | Huyện Hạ Hòa       |                 |                |                           |           |
| Yên Lương    | Huyện Thanh Sơn    |                 |                |                           |           |
| Yên Sơn      | Huyện Thanh Sơn    |                 |                |                           |           |
| Yên Tập      | Huyện Cẩm Khê      |                 |                |                           |           |